# José Roberto Jardim
José Roberto Jardim (São Paulo, 24 de junho de 1976) é um diretor, dramaturgo, iluminador e ator brasileiro.

## Biografia[1]
José Roberto Jardim estreou no meio artístico em 1989, na Ópera de Pequim, onde fez sucesso. Em 1999 entrou para a Escola de Arte Dramática da Universidade de São Paulo, onde se graduou.
Em 2001 entreou para a Companhia teatral Os Fofos Encenam. tendo sido um de seus fundadores, permanecendo na companhia até 2013. No ano seguinte fundou a Companhia Portrait de Teatro, para aprofundar sua pesquisa de direção e encenação.
Assíduo diretor e ator de teatro há quase duas décadas, José Roberto fora premiado diversas vezes por seus trabalhos. 
Fora casado com a atriz Luísa Curvo e atualmente mantém relacionamento com a atriz Fernanda Nobre.

## Trabalhos no teatro[2]
Como ator
- 2000 - O Despertar da Primavera
- 2001 - Deus Sabia de Tudo e Não Fez Nada
- 2001 - Além as Estrelas São a Nossa Casa
- 2001 - Homens de Papel
- 2009 - Memória da Cana
- 2010 - Recordar É Viver
- 2014 - Espera
- 2020 - O Futuro

Como diretor
- 2011 - Aberdeen: Um Possível Kurt Cobain, Texto de Sérgio Roveri. Elenco: Nicolas Trevijano.
- 2012 - Titus Andronicus, Baseado no texto de William Shakespeare. Elenco: cia. Academia de Palhaços.
- 2012 - 'Qualquer Dia Com Você, Comigo, com Qualquer Um, Texto de Sérgio Roveri. Elenco: Pedro Henrique Moutinho e Ana Paula Grande.
- 2012 - Dramaturgias Urgentes Ccbb, Textos contemporâneos ganhadores da seletiva do CCBB. Elenco: Os Fofos Encenam.
- 2013 - Tem Alguém Que Nos Odeia, Texto de Michelle Ferreira. Elenco: Ana Paula Grande e Bruna Anauate.
- 2014 - Opus 12 Para Vozes Humanas, Texto de Sérgio Roveri. Elenco: Alex Gruli, Anna Cecília Junqueira, Felipe Folgosi, Janaina Afhonso, Pedro Henrique Moutinho e Munir Kanaan.
- 2014 - Tempos de Marilyn, Texto de Sérgio Roveri. Elenco: Bia Borin, Debora Vivan e Priscila Oliveira.
- 2014 - Cartas de um Sedutor, Texto de Hilda Hilst. Dramaturgia: Sérgio Roveri. Elenco: Anna Cecília Junqueira, Felipe Folgosi, Flavio Tolezani, Janaina Afhonso, Pedro Henrique Moutinho e Munir Kanaan.
- 2014 - Peça De Mobília, Texto de Newton Moreno. Elenco: Bete Coelho e Luiza Curvo.
- 2016 - Não Contém Glúten,  Texto de Sérgio Roveri. Elenco: Pascoal da Conceição e Bia Seidl.
- 2016 - Chet Baker, Apenas Um Sopro, Texto de Sérgio Roveri. Elenco: Paulo Miklos, Anna Toledo, Piero Damiani, Jonathas Joba e Ladislau Kardos.
- 2016 - Xadrez. Elenco: Fernanda Nobre, Laiza Dantas, Paula Hemsi, Rodrigo Pocidônio e Tiago de Mello.
- 2016 - Adeus, Palhaços Mortos,, Baseado na obra de Matei Visniec. Elenco: cia. Academia de Palhaços.
- 2017 - MIGRANTES, Texto de Matei Visniec.
- 2018 - O Inevitável Tempo Das Coisas, Texto de Wagner D’Ávilla. Elenco: Natállia Rodrigues e Pedro Henrique Moutinho.
- 2018 - A Cor Que Caiu Do Espaço, H. P. Lovecraft. Elenco: Lavínia Pannunzio.
- 2018 - O Poço E O Pêndulo, Texto de Edgar Allan Poe. Elenco: Lavínia Pannunzio.
- 2019 - Há Dias Que Não Morro (The Days I Don't Die),Texto de Paloma Franca Amorim. Elenco: Cia. UltraVioleta_s.
- 2019 - A Desumanização, Texto de Valter Hugo Mãe. Adaptação de Fernando Paz. Elenco: Maria Helena Chira e Fernanda Nobre.
- 2019 - Ainda Nada De Novo Texto de Carlos Canhameiro. Elenco: Fernanda Nobre e Fernanda Young.
- 2020 - Inominável
- 2020 - ELA+BECKETT,Texto de José Roberto Jardim. Elenco: Fernanda Nobre.
- 2020 - O Futuro, Texto: Newton Moreno. Elenco: Fernanda Nobre e José Roberto Jardim.
- 2020 - A Desumanização 2.0. Elenco: Fernanda Nobre e Maria Helena Chira.

## Filmografia

### Televisão
| Ano  | Título             | Personagem                  |
| ---- | ------------------ | --------------------------- |
| 2004 | Da Cor do Pecado   | Dilei Pavão                 |
| 2006 | Cidadão Brasileiro | João Borba                  |
| 2007 | Luz do Sol         | Marcelo Lins de Albuquerque |
| 2008 | Água na Boca       | Théo Borges                 |
| 2017 | Rock Story         | Rogê                        |

### Cinema
Como ator
| Ano  | Título          | Personagem | Notas          |
| ---- | --------------- | ---------- | -------------- |
| 2003 | Acquaria        | Sacqua     |                |
| 2003 | Da Praia ao Mar | Lucas      | Curta-metragem |
| 2008 | Romance .38     | Artur      | Curta-metragem |
| 2022 | Primavera       | Fernando   | [ 3 ]          |

Parte Técnica
| Ano  | Título                     | Diretor | Roteirista |
| ---- | -------------------------- | ------- | ---------- |
| 2008 | O Artista da Triste Figura | Sim     | Sim        |
| 2009 | Alegria                    | Sim     | Sim        |
| 2010 | Exu                        | Sim     | Não        |

## Prêmios e indicações
- Ganhou o PRÊMIO APTR (Associação dos Produtores do RJ) de Melhor Direção, 2018.
- Ganhou o PRÊMIO APLAUSO BRASIL - Melhor Direção -  pelo Juri Técnico, 2016.
- Ganhou o PRÊMIO APLAUSO BRASIL - Melhor Direção -  pelo Voto Popular, 2016.

- Ganhou o PRÊMIO QUESTÃO DE CRÍTICA (RJ) de Melhor Direção, 2017.

- Eleito pelo SITE UOL como Melhor Diretor de 2016.
- Ganhou o PRÊMIO CLEYDE YÁCONIS para dirigir e encenar seu texto "Cidade Eletroacústica", 2018.
- Indicado ao PRÊMIO APCA - Melhor Direção - pelo espetáculo A DESUMANIZAÇÃO, 2019.
- Indicado ao PRÊMIO APLAUSO BRASIL - Melhor Direção - pelo espetáculo A DESUMANIZAÇÃO, 2019.

- Indicado ao PRÊMIO BOTEQUIM CULTURAL (RJ) - Melhor Iluminação - pelo espetáculo Adeus, Palhaços Mortos, junto com Paula Hemsi.

- Indicado ao PRÊMIO APCA - Melhor Direção - pelo espetáculo Não Contém Glúten (2016).

- Indicado ao PRÊMIO APTR (RJ) - Melhor Direção- pelo espetáculo Adeus, Palhaços Mortos (2017).

- Convidado para representar o Brasil no WSD 2017 – World Stage Design em Taiwan.
- Convidado para representar o Brasil no Antalya Theatre Fest e no Trabzon's Blacksea Festival na Turquia em 2018.
- Convidado para representar o Brasil na QUADRIENAL DE PRAGA 2019, em Praga.
- Indicado ao PRÊMIO APLAUSO BRASIL pelo seu espetáculo O Poço e o Pêndulo como Melhor Espetáculo em 2018.
- Convidado pelo Antalya International Theatre Fest, na Turquia, para estrear sua direção do espetáculo inédito: "The Days I Don't Die" (Há Dias Que Não Morro), em maio de 2019.

- Indicado ao PRÊMIO BOTEQUIM CULTURAL (RJ) - Melhor Iluminação- pelo seu desenho de luz em Adeus, Palhaços Mortos, junto com Paula Hemsi.

- Ganhou o Prêmio FESTIVAL DE JALES - Melhor Ator- pelo espetáculo O Encontro das Águas, 2004.

- Ganhou o Prêmio FESTIVALE - Melhor Ator Coadjuvante- pelo espetáculo A Mulher do Trem, 2006.